# Alcide Côté
Pour l’article homonyme, voir Côté (homonymie).
Alcide Côté (19 mai 1903-7 août 1955) est un avocat et homme politique fédéral et municipal du Québec.

## Biographie
Né à Saint-Jean dans la région de la Montérégie, M. Côté entame une carrière politique en devenant maire de la municipalité de Saint-Jean-sur-Richelieu de 1945 à 1949.
Élu député du Parti libéral du Canada dans la circonscription fédérale de Saint-Jean—Iberville—Napierville en 1945, il est réélu en 1949 et 1953. Il est mort en fonction en 1955.
Il a été ministre des Postes dans le gouvernement de Louis St-Laurent de 1952 à 1955.